# 파주향교 대성전
파주향교 대성전(坡州鄕校 大成殿) 대한민국 경기도 파주시 파주읍, 파주향교에 있는 건축물이다. 1992년 6월 5일 경기도의 문화재자료 제83호로 지정되었다.

## 개요
향교는 공자와 여러 성현들께 제사를 지내고, 지방민의 교육과 교화를 위해 나라에서 세운 교육기관이다.
파주향교는 태조 7년(1398)에 처음 지었다.
건물 배치는 교육 기능을 수행하는 강당인 명륜당을 앞에 두고, 제사 지내는 공간인 대성전을 뒤로 배치한 전학후묘 형식을 이루고 있다.
대성전은 앞면 3칸·옆면 2칸의 규모이며, 지붕은 옆면에서 볼 때 사람 인(人)자 모양인 맞배지붕으로 단아한 모습을 지니고 있다. 지붕 처마를 받치기 위해 장식하여 만든 공포는 새 날개 모양으로 꾸민 익공 양식이다. 기둥 사이에는 위쪽의 무게를 받기 위해 각 칸에 2개씩 꽃받침<화반(花盤)>을 설치하였다. 안쪽에는 공자를 비롯한 그 제자와 우리나라 성현들의 위패를 모시고 있다.
조선시대에는 나라에서 토지와 노비·책 등을 지원받아 학생을 가르쳤으나, 지금은 교육 기능은 없어지고 제사 기능만 남아 있다.

## 현지 안내문
향교는 조선 시대 국가에서 설립한 지방 교육기관으로 중고등학교 수준의 교육을 담당하였다. 양민 이상이면 향교에 입학할 수 있었고, 시나 문장을 짓는 사장학과 유교의 경전 및 역사를 공부하는 경학이 주요 교육내용이었다. 또한 향교에서는 교육뿐만 아니라 중국과 조선의 선현에게 제사하였다.
조선 시대 파주목에 향교가 처음 설치된 것은 태조 7년(1398)으로 알려져 있고 세종 때에 중창했다고 한다. 일설에는 원래 봉서산 구향교 골에 있던 것을 세조 2년(1456)에 인근으로 옮겼고, 조선 중기의 현종 원년(1660)에 사액되어 돈암서원이라 하다가 조선 후기인 고종 7년(1870) 수해로 인하여 현 위치로 옮겼다고 하나 확실치는 않다.

## 참고 자료
- 파주향교대성전 - 국가유산청 국가유산포털